# Veliki Bilač
Veliki Bilač je naselje u Republici Hrvatskoj u Požeško-slavonskoj županiji, u sastavu općine Čaglin.

## Zemljopis
Veliki Bilač je smješten na obroncima Dilj gore oko 10 km jugozapadno od Čaglina, susjedna sela su Draganlug na sjeveru, Djedina Rijeka na jugu i Mali Bilač na zapadu.

## Stanovništvo
Prema popisu stanovništva iz 2001. godine Veliki Bilač je imao 49 stanovnika, dok su prema popis stanovništva iz 1991. godine imao 59 stanovnika većinom srpske i hrvatske nacionalnosti.
| broj stanovnika | 176   | 190   | 175   | 191   | 216   | 239   | 228   | 240   | 225   | 215   | 184   | 139   | 78    | 59    | 49    | 36    | 27    |
|                 | 1857. | 1869. | 1880. | 1890. | 1900. | 1910. | 1921. | 1931. | 1948. | 1953. | 1961. | 1971. | 1981. | 1991. | 2001. | 2011. | 2021. |